# Bätterkinden
Bätterkinden is een gemeente en plaats in het Zwitserse kanton Bern, en maakt deel uit van het district Emmental.
Bätterkinden telt 3.142 inwoners.